# Référendum liechtensteinois de 1926
 (août 2025).
Un référendum a lieu au Liechtenstein le 7 février 1926.

## Contenu
Le référendum porte sur la création d'une assurance nationale contre les incendies.

## Contexte
Il s'agit d'un référendum facultatif d'origine populaire : dans le cadre de l'article 66 de la constitution, le projet de loi voté par le Landtag le 13 novembre 1925 fait l'objet d'une demande de mise à la votation par un minimum de 400 inscrits.

## Résultat
| Choix                           | Votes | %     |
| ------------------------------- | ----- | ----- |
| Pour                            | 663   | 34,19 |
| Contre                          | 1 276 | 65,81 |
| Votes blancs et invalides       | 51    | –     |
| Total                           | 1 990 | 100   |
| Inscrits/Participation          | 2 232 | 89,16 |
| Source: Démocratie Directe (de) |       |       |